# Timoteo Bertelli
Timoteo Bertelli (* 26. Oktober 1826 in Bologna; † 6. Februar 1905 in Florenz) war ein italienischer römisch-katholischer Geistlicher, Mathematiker und Geophysiker. Er ist vor allem wegen seiner Arbeiten zu den Eigenschwingungen der Erde bekannt.
Der Sohn eines Astronomiedozenten wurde zunächst bei Barnabiten ausgebildet, bei denen er am 7. September 1845 sein Gelübde ablag. In der Folge studierte er Mathematik und Physik bis 1848 in Rom, bis 1850 in Moncalieri und schließlich in Neapel, wo er zum Priester geweiht wurde. Seine ersten Lehraufträge nahm er in Macerata, Bologna und Parma wahr, bis er 1867 an das Florenzer Collegio alla Querce kam, an dem er bis zu seinem Tod forschte und lehrte.
Bertelli beobachtete in Florenz und später in Rom mit einem 1872 von ihm entwickelten Seismographen die Eigenschwingungen der Erde, für deren Stärke er 1873 und 1886 lokale Maxima ermittelte, also in Jahren, die einen Rückgang von Sonnenflecken verzeichneten.
In Florenz wurde Bertelli eine Straße gewidmet.